# 양의 별자리
점성술에서 양(陽)의 별자리는 적극적이고, 우세하며, 활동적이고, 주간의 또는 남성성의 별자리들로써 황도대의 홀수의 순서에 있는 여섯 개의 별자리이다. 양자리, 쌍둥이자리, 사자자리, 천칭자리, 사수자리, 물병자리.
이 별자리들은 불과 공기의 삼궁들을 구성한다.